# 二手煙
二手菸，亦稱非自願性吸菸，是指在吸取燃點菸草時隨著煙霧釋放出來的物質，是一種被動吸菸（Passive smoking）方式

## 定義
有研究指二手菸有焦油、氨气、尼古丁、懸浮微粒、超細懸浮微粒、钋-210等超過4,000種有害化學物質及數十種致癌物質，吸二手菸的人小便中可被檢出。分流菸（二手烟的主要组成部分）的毒性比一手菸高，原因包括二手菸是由比一手菸更不完全的燃燒所產生的、而且沒有經過濾嘴過濾；因此實際上有不少吸菸者也會厭惡二手菸，甚至有可能因此堅持在通風處吸菸。
美國環境保護局於1992年把二手菸定為一級致癌物，意即並無安全標準；近來歐盟及美國也允許雇主拒絕聘用及開除吸菸者。
二手菸的危害性高過許多被嚴格管控的空氣污染，也高過許多被禁絕的黑心商品。

## 二手菸對健康的影響
研究顯示，二手菸可以導致多種致命疾病︰
- 癌症：包括肺癌、咽喉癌、鼻咽癌、食道癌、乳癌；
- 心臟病、中風等循環系統疾病：因二手菸會令血管受損及破壞動脈之正常凝血機制，導致動脈硬化及阻塞。除心臟病外，非吸菸者死於中風的風險與同住或同工作場所的吸菸者數目成正比例。
- 糖尿病：統計顯示，二手菸跟吸菸都會增加胰島素抗性，也就是糖尿病風險。
- 肥胖：統計顯示，當吸菸者的體重較輕時，二手菸受害者卻發胖。
- 腎臟病：二手菸的成分會刺激血管收縮、造成腎臟血液供應不足；二手菸會增加高血壓糖尿病風險，而腎臟病正是此兩種疾病的併發症。
- 呼吸系統疾病：哮喘、中耳炎、下呼吸道感染、呼吸道刺激癥狀。
- 影響懷孕及胎兒發育：流產、出生體重不足、嬰兒猝死綜合癥。世界卫生组织2021年提出，孕婦暴露於二手菸中，死產風險增加了23％，先天性畸形風險增加13%。[4]
- 對眼睛及呼吸系統的刺激︰导致眼部不適，喉嚨痛或咳嗽等徵狀。

## 二手菸與禁菸
吸菸者吸菸時製造出二手菸，污染空氣，二手菸經常發生在污染承受力最低的室內，危害健康程度明顯。行為上不利社會大眾行為接近公害，對弱勢族群的致命性也與酒駕相近。
因為二手菸危害健康，所以為保護非吸菸人口之健康，不少國家或地區已先後訂出法例禁止吸菸。
- 美国加利福尼亞州：禁止在酒吧 和 娛樂場所 吸菸。
- 美国紐約：禁止在室內吸菸。
- 爱尔兰：禁止在室內公眾場所吸菸。
- 挪威：禁止在飲食場所吸菸。
- 英国蘇格蘭：禁止在室內吸菸。
- 中华人民共和国：许多地区订立法律法规，在公共場所全面禁菸。[5][6]
- 中華民國：公共場所及三人以上室內工作場所全面禁菸。[7]
- 世界衛生組織《菸草控制框架公約》於2005年2月27日生效。[8]

## 隔離二手菸
要隔離二手菸比想像中的難，主要是因為二手菸的擴散效率極高。
- 低焦油低尼古丁的香菸無法降低對吸菸者及旁人的傷害。
- 一些菸槍認為，只要開窗戶就能減少二手菸害，但只要風不是非常大，就無法減少二手菸害。
- 空氣清淨機並沒有辦法解決二手菸害，多數空氣清淨機沒有足夠的換氣速度，濾網也無法把二手菸過濾乾淨，且二手菸會堵塞濾網，大幅減少濾網壽命，濾網被二手菸堵塞後，空氣清淨機反而會持續釋放有毒物質。可以濾除二手菸的空氣清淨機廣告幾乎是不實廣告。
- 關起門抽菸無法保護房間外面的人，因為二手菸會很快的滲出門縫，吸菸室要有負壓隔離及獨立空調才能顯著減少傷害。
- 抽風機、排油煙機也不一定能解決問題。
- 甚至只要沾過二手菸的地板天花板牆壁及家具等，在很長一段時間內仍會保持毒性，尤其是對嬰幼兒有害。
- 二手菸會通过大厦的通风系统扩散，公寓裡面有人吸菸，整棟公寓都會受害。[9]
- 抽菸者身上的菸臭味並不是菸臭味而已，也是一種菸害，仍有些傷害性；例如不會在家裡抽菸的父親，仍會讓家人受到一些菸害。
- 只要有菸味，就代表高毒性，甚至菸味散了也不一定無害，例如香菸會燒出很多非常細微的懸浮微粒，這些懸浮微粒很容易擴散、如在密閉空間可以保存在空氣中很久。
- 吸菸者要做到本人外人畜無害，要忍受非常的不便；人格及知識稍差的吸菸者，就很容易因為自我感覺良好或自私而傷害他人。

## 危害爭論
菸草行業資助一些科學研究，試圖阻止或延遲更嚴格的吸菸監理。菸草業內人士還資助自由意志主義和保守的智囊團，如美國的卡托研究所及澳大利亞的公共事務學院，該學院批評被動吸菸的科學研究和限制吸菸的政策建議。

## 外部連結
- . 自由電子報.   [2009-01-04]. （原始内容存档于2009-01-24）. （页面存档备份，存于）
- . 自由電子報.   [2009-01-22]. （原始内容存档于2008-04-16）. （页面存档备份，存于）
- . 中国戒菸网.   [2011-09-13]. （原始内容存档于2020-10-03）. （页面存档备份，存于）
- . 衛生福利部國民健康署菸害防制資訊網.   [2014-08-11]. （原始内容存档于2014-08-12） （中文（臺灣））. （页面存档备份，存于）

科學研究
- Health Effects of Exposure to Environmental Tobacco Smoke, from the U.S. National Cancer Institute
- Environmental Tobacco SmokePDF（219 KB）. From the 11th Report on Carcinogens of the U.S. National Institutes of Health
- U.S. Dept. of Health and Human Services; Centers for Disease Control and Prevention; Coordinating Center for Health Promotion; National Center for Chronic Disease Prevention and Health Promotion; Office on Smoking and Health. . Atlanta, Ga.: Surgeon General of the United States. 2006-06-27  [2012-11-24]. O2NLM: WA 754 H4325 2006. （原始内容存档于2012-09-03）. Secondhand smoke exposure causes disease and premature death in children and adults who do not smoke （页面存档备份，存于）
- World Health Organization; International Agency for Research on Cancer.  (PDF). IARC monographs on the evaluation of carcinogenic risks to humans 83. Lyon, France: IARC Working Group on the Evaluation of Carcinogenic Risks to Humans. 2004  [2012-11-24]. ISBN 92-832-1283-5. （原始内容 (PDF)存档于2007-06-23）. （页面存档备份，存于）
- Secondhand Smoke Fact Sheet（页面存档备份，存于） from the U.S. Centers for Disease Control and Prevention
- Health Effects of Exposure to Environmental Tobacco Smoke（页面存档备份，存于）, from the California Environmental Protection Agency

草業界
- Tobacco Company Strategies to Undermine Tobacco Control ActivitiesPDF（1.55 MB）: Report of the Committee of Experts on Tobacco Industry Documents from the World Health Organization
- The Legacy Tobacco Documents Library（页面存档备份，存于） and British American Tobacco Documents Archive（页面存档备份，存于） from the University of California, San Francisco
- Philip Morris USA Document Archive（页面存档备份，存于）, made public as a result of the Tobacco Master Settlement Agreement

其他链接
- Guidelines Protection from Exposure to Secondhand Smoke（页面存档备份，存于）, by WHO Framework Convention on Tobacco Control
- WHO Policy recommendations on protection from exposure to second-hand tobacco smoke（页面存档备份，存于）
- Rodent smoke screen: Rat model shows tobacco smoke exposure induces brain changes indicative of nicotine dependence（页面存档备份，存于）, in Science Daily
- Kessler, Gladys.  (PDF). United States District Court for the District of Columbia. August 17, 2006  [2012年11月24日]. （原始内容 (PDF)存档于2013年10月23日）. （页面存档备份，存于）
- "How Secondhand Cigarette Smoke Changes Your Genes"（页面存档备份，存于）